# Masacre de Rossler
La masacre de Rossler fue una matanza cometida el 3 de abril de 1995 en Corpus Christi, Texas (Estados Unidos). James Simpson, extrabajador de Walter Rossler Company, mató a cinco empleados antes de suicidarse. 

## Masacre
El 3 de abril de 1995, hacia las 16:30 horas (CST), James Daniel Simpson, de 28 años, atravesó la puerta principal de la refinería Walter Rossler Company con dos armas de fuego (una pistola semiautomática Ruger de 9 milímetros y un revólver calibre .32) y, sistemáticamente y sin mediar palabra, empezó a recorrer cada una de las oficinas de la empresa y a disparar de forma indiscriminada a los empleados que encontraba a su paso. De las diez personas presentes en el inmueble, cinco murieron, logrando las demás huir ilesas (dos escaparon arrastrándose por la puerta trasera del edificio). Tres víctimas mortales fueron halladas en una misma oficina, incluyendo una debajo de un escritorio (se cree que trató sin éxito de esconderse de su agresor); otra fue descubierta sentada en una silla frente a una mesa y la quinta en otra oficina. Los fallecidos fueron el dueño de la refinería Walter Rossler (62 años), su esposa Joann (61 años), y los empleados Patty J. «Wendy» Brunson Gilmore (41 años), Derek Harrison (35 años) y Richard Lee Tomlinson (34 años).
Lisa Rossler-Duff, hija de Walter y Joann, se hallaba mecanografiando en una de las oficinas el día de la masacre y declaró ver a Simpson dirigirse en primer lugar al despacho de Wendy; una vez allí oyó a James decir «esto es para ti, zorra» y disparar acto seguido dos o tres veces. Tras esto, Joann y una de las secretarias empezaron a correr, acudiendo Simpson a donde se encontraban Walter, Derek y Richard. Después de ver cómo Walter caía al suelo, Lisa se refugió con su hijo de ocho meses debajo de una mesa y llamó al 911. Mientras estaba hablando por teléfono Simpson entró en la oficina en la que se encontraba; Lisa, quien creía haber cerrado la puerta, gritó «¡no!» al tiempo que su hijo lloraba, abandonando Simpson el despacho sin hacerles daño.
Tras cometer la masacre, James salió del edificio por la puerta trasera y se disparó en la cabeza, siendo declarado muerto cerca de una hora después en el hospital al igual que una de las víctimas. Los cadáveres de las otras cuatro permanecieron en la escena del crimen varias horas; al poco tiempo empezaron a congregarse docenas de personas, entre ellas varios familiares de las víctimas, algunos de los cuales necesitaron acostarse en camillas a causa de la conmoción.

## Móvil
Dado que Simpson no habló con nadie antes de cometer la masacre, nunca se supo a ciencia cierta el motivo de los asesinatos. James había renunciado a su trabajo como metalúrgico en la compañía en septiembre de 1994 y, al parecer, sufría de paranoia y depresión al momento de los hechos. Simpson sentía ira hacia la empresa por haberle sido asignada una tarea que no deseaba, motivo por el que acabó renunciando a su puesto tras un año de trabajo; en consecuencia la compañía trató de que James devolviese el dinero que se le había prestado con fines educativos. De acuerdo con Rhonda Rossler-Fowler, hija de Walter y Joann, Simpson quería dedicarse exclusivamente a la metalurgia y no aceptó de buen grado el encargo de nuevas tareas, entre ellas labores de inspección. Pese a que Walter trató de hacer que James volviese a la refinería, este se negó.

## Repercusión
La noticia de la matanza recibió muy poca cobertura en los medios y se vio prácticamente eclipsada por el asesinato, tres días antes, de la cantante Selena Quintanilla-Pérez, cuyo funeral fue oficiado el día de la masacre.